# هولي سبرينجز (جورجيا)
هولي سبرينغز (بالإنجليزية: Holly Springs, Georgia)‏ هي مدينة تقع في مقاطعة تشيروكي، جورجيا بولاية جورجيا في الولايات المتحدة. تبلغ مساحة هذه المدينة 8.2 (كم²)، وترتفع عن سطح البحر 338 م، بلغ عدد سكانها 9189 نسمة في عام 2010 حسب إحصاء مكتب تعداد الولايات المتحدة.

## وصلات خارجية
- Cities & Counties - Georgia.gov